# Terry Gibson
Terry Gibson, född 1962 i Walthamstow, England, är en engelsk före detta fotbollsspelare. Gibson spelade anfallare i ett flertal klubbar i engelska fotbollsligan och dess underserier, som exempelvis Tottenham Hotspur FC, Coventry City FC, Wimbledon FC och Manchester United FC. Gibson ingick i Wimbledons lag som vann FA-cupen 1988.